# Кик (Ловинац)
Кик је насељено мјесто у Лици, припада општини Ловинац, у Личко-сењској жупанији, Република Хрватска.

## Географија
Насеље Кик је разбијеног типа. На сјеверу се граничи са Плочом и Личким пољем, на југу се налази Радуч, на западу је Дреновац Радучки, на истоку је заселак Парчићи. Кроз Кик пролази ауто-пут Загреб-Сплит. Кик је од Ловинца удаљен око 6 км, а од Грачаца око 26 км.

## Историја
У месту Кику је 1847. године записано 1207 Срба православних. Код другог пописа двадесет година касније Кик је обједињен са Плочом и ту живи укупно 1884 душе. Депопулација становништва је износила чак 624 становника.
Кик је 1896. године био "експонирана капеланија" приложник у Фонд "Св. Саве".
Кик се од распада Југославије до августа 1995. године налазио у Републици Српској Крајини. До територијалне реорганизације у Хрватској насеље се налазило у саставу бивше велике општине Грачац.

## Култура
У Кику је постојала српска православна капела Свете Петке, која је пренесена из Радуча 1809. године, срушена у Другом свјетском рату. Припада парохији Плоча у Архијерејском намјесништву личком Епархије Горњокарловачке.
Сеоска слава је Света Петка, која се слави 27. октобра.

## Становништво
Према попису из 1991. године, насеље Кик је имало 126 становника, међу којима је било 120 Срба, 1 Хрват и 2 Југословена. Према попису становништва из 2001. године, Кик је имао 3 становника., а по попису из 2011. године има 4 становника.
| Националност       | 1991. | 1981. | 1971. | 1961. |
| Срби               | 120   | 125   | 165   | 229   |
| Југословени        | 2     | 5     |       |       |
| Хрвати             | 1     | 2     | 3     | 3     |
| Муслимани          |       |       | 2     |       |
| остали и непознато | 3     | 2     | 1     |       |
| Укупно             | 126   | 134   | 171   | 232   |

| Демографија | Демографија | Демографија |
| Година      | Становника  | Становника  |
| ----------- | ----------- | ----------- |
| 1961.       | 232         |             |
| 1971.       | 171         |             |
| 1981.       | 134         |             |
| 1991.       | 126         |             |
| 2001.       | 3           |             |
| 2011.       |             | 4           |

### Презимена
Презимена у Кику су:
- Жегарац
- Личина
- Орловић
- Петковић
- Платиша
- Тркуља
- Узелац
- Црнобрња